# Sarit Kraus

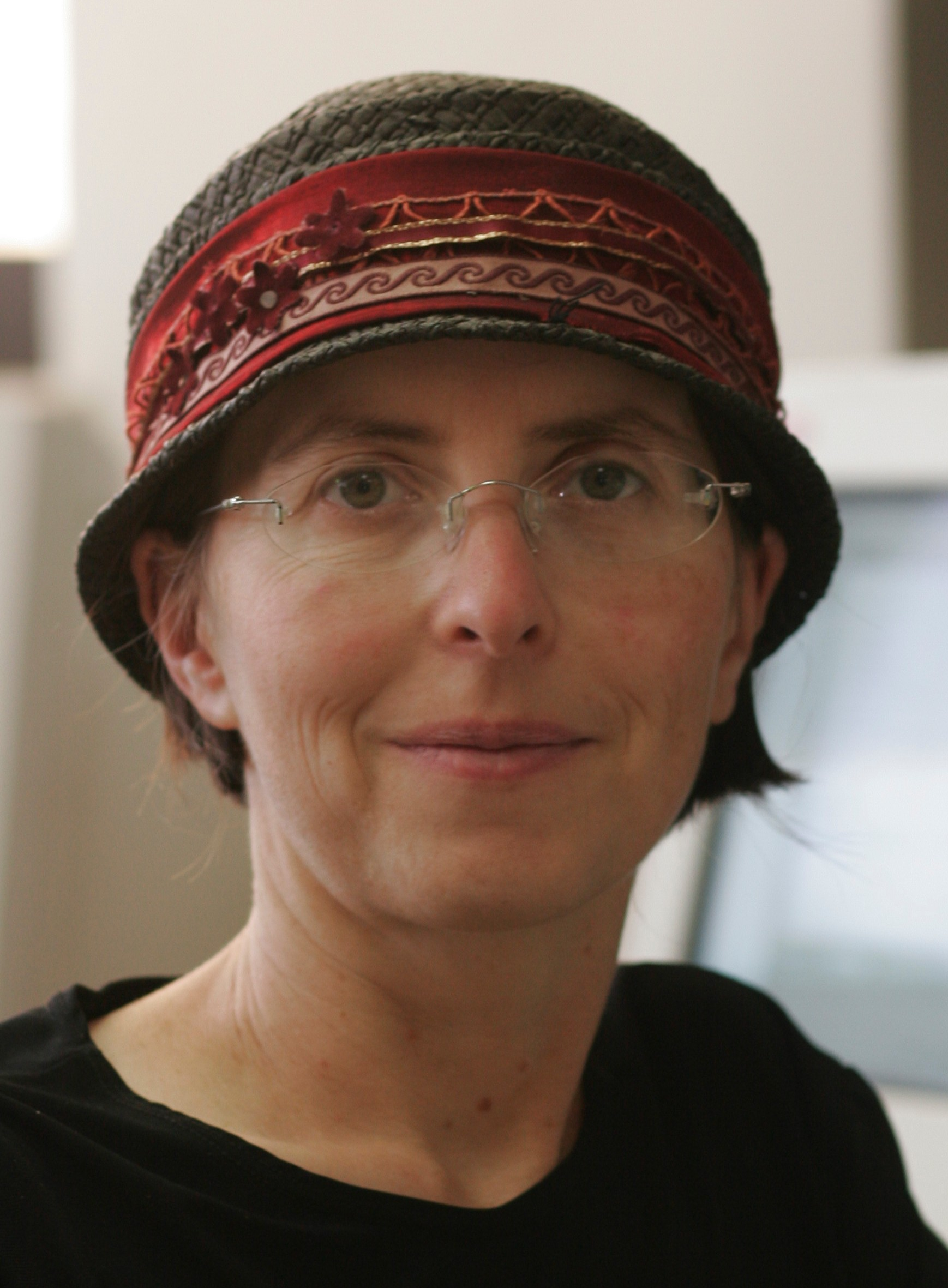
Sarit Kraus

Sarit Kraus (* 1960 in Jerusalem) ist eine israelische Informatikerin, die sich mit Künstlicher Intelligenz befasst.

## Leben
Kraus studierte Mathematik und Informatik an der Hebräischen Universität in Jerusalem mit dem Bachelor-Abschluss 1982, dem Master-Abschluss 1983 und der Promotion bei Daniel Lehmann 1989 (Planning and Communication in a Multi Agent Environment). Teil der Dissertation war ein Programm, das das Spiel Diplomacy spielte, was sie zu Untersuchungen über die Anwendung von Spieltheorie und nichtklassischer (nicht-monotoner) Logik auf automatisierte Verhandlungen führte. 1984 bis 1988 war sie dort auch Instructor. Als Post-Doktorandin war sie an der University of Maryland (wo sie 1989/90 und 1997/98 Gastprofessor war) und der Stanford University (1989). 1991 wurde sie Senior Lecturer, 1995 Associate Professor und 2001 Professor an der Bar-Ilan-Universität. Dort stand sie ab 2016 der Informatik Fakultät vor. Außerdem ist sie Adjunct Professor an der University of Maryland.
Sie befasst sich mit Multiagentensystemen und speziell der Frage wie man am besten intelligente Agenten erzeugen kann, die gut mit Menschen zusammenarbeiten (kooperativ und in Konflikten). Dazu modelliert sie auch menschliches Verhalten um das Verhalten von Menschen in Interaktion vorherzusagen und formale Modelle für Entscheidungsprozesse von Agenten. Sie geht interdisziplinär vor (Maschinenlernen, Entscheidungstheorie, Spieltheorie, nichtklassische Logik, Optimierung unter Unsicherheit, Psychologie).
1995 erhielt sie den IJCAI Computers and Thought Award. Sie ist Fellow der AAAI und der Association for Computing Machinery für Beiträge zur Künstlichen Intelligenz, einschließlich Multiagentensysteme, Wechselwirkung Mensch-Agent und nicht-monotone Schlußweisen. 2012 wurde sie Mitglied der Academia Europaea. 2011 erhielt sie einen Advanced Grant des ERC (für das Projekt: Computer streiten sich mit Menschen). 2010 erhielt sie den EMET-Preis. Für 2023 wurde Kraus der IJCAI Award for Research Excellence zugesprochen.
Sie ist mit Yitzchak Kraus (Professor für Midrasha an der Bar-Ilan-Universität) verheiratet und hat fünf Kinder.

## Schriften
- mit Barbara Grosz: Collaborative Plans for Complex Group Action, Artificial Intelligence, Band 86, 1996, S. 269–357
- mit Onn Shehory:  Methods for task allocation via agent coalition formation, Artificial Intelligence, Band 101, 1998, S. 165–200
- mit D. Lehmann, Menachem Magidor: Nonmonotonic reasoning, preferential models and cumulative logics, Artificial intelligence, Band 44, 1990, S. 167–207
- mit K. Sycara, A. Evenchik: Reaching agreements through argumentation: a logical model and implementation, Artificial Intelligence, Band 104,1998, S. 1–69
- Strategic negotiation in multiagent environments, MIT Press 2001
- Negotiation and cooperation in multi-agent environments, Artificial intelligence, Band 94, 1997, S. 79–97
- mit J. Wilkenfeld, G. Zlotkin: Multiagent negotiation under time constraints, Artificial intelligence, Band 75, 1995, S. 297–345